# Жарко Требјешанин
Жарко Требјешанин (Београд, 22. јул 1950) српски је психолог и универзитетски професор.

## Биографија
Рођен је 1950. године у Београду, где је и дипломирао 1974. године на одсеку за психологију на Филозофском факултету. На истом факултету је магистрирао 1982. са тезом "Фромово схватање утицаја друштва на формирање личности" и докторирао 1990. са тезом Схватање детета и развоја личности у традицијској култури Срба.
Као асистент-приправник запослио се на Групи за психологију на Филозофском факултету у Нишу 1974. године, да би наредне године прешао на Факултет за специјалну едукацију и рехабилитацију (бивши Дефектолошки факултет) у Београду, где и данас ради. На предмету Општа психологија са психологијом личности изабран је 1982. за асистента, 1990. за доцента, 1992. за ванредног професора, а 1995. за редовног професора. Осим овог предмета на ФАСПЕР, предаје Невербалну комуникацију на Филозофском факултету, a Психологију личности на Академији лепих уметности и мултимедија и на Учитељском факултету у Београду.
Био је председник Савеза психолога Југославије, члан Управног одбора Политике а.д. (2009-2011), председник Већа научних области друштвено-хуманистичких наука Универзитета у Београду (2012—2014), члан Савета Универзитета у Београду (у више наврата), члан УО РТС (2011—2016) и главни уредник Психолошких новина (1983-1984).
Због свог политичког ангажовања против режима Слободана Милошевића и активног противљења Закону о универзитету из 1998. године био је избачен из наставе, али се после годину дана вратио на своје радно место судским путем. Уочи избора 2000. године, на којим је дошло до демократских промена у Србији, активно је учествовао на многим трибинама широм Србије у кампањи „Спаси Србију и гласај“.
Научне студије, огледи и интервјуи превођени су му на енглески, француски, немачки, мађарски, македонски и словеначки језик.
Учествовао је као сарадник и руководилац пројекта у научним и стручним пројектима Института за психологију као што су „Социјализација деце у Србији“, „Како деца Србије виде рат и мир“, „Психосоцијалне последице рата по децу и родитеље“ и у пројектима Института за политичке студије као што су „Идентитет и узори младих у Србији“, „Психолошко-политички профил студената Београдског универзитета“.
Сарађивао је на пројекту едукације младих „Постани грађанин“ у организацији Грађанских иницијатива. Аутор је пројекта стручне едукације из психологије представника невладиних организација и предавач на тематским семинарима о личном и колективном идентитету, ставовима, предрасудама и стереотипима у организацији ОЕБС-а. Водио је више пројеката о толеранцији, ромском лидерству итд. у Црној Гори, чији је организатор био ОЕБС.

## Награде
Награду „Борислав Стевановић“ добио је за књиге Психоанализа - мали лексикон и Шта Фројд заиста није рекао 1995, као и за Речник Јунгових појмова 2009, за научни допринос психологији коју додељује Друштво психолога Србије. Добитник је и награде „Жижа Васић“ за популаризацију савремене психологије (1983), као и награде „Радоје Домановић“ (2002) коју додељује Удружење књижевника Србије за допринос тумачењу сатире.
“Витез позива” (додељује LEX за часно и професионално обављање свог позива, 2012), “Стојан Новаковић” (додељује Завод за уџбенике за најбољи средњошколски уџбеник, 2012).
“Веселин Лучић” (2009) за најбоље стручно и научно дело на Универзитету у Београду, “Стојан Новаковић” (2012) за најбољи средњошколски уџбеник и награде “Витез позива” (2012) за часно и професионално обављање своје делатности.

## Дела
До сада је објавио двадесетак књига и више од стотина научних и стручних радова. Такође је уредио и написао предговоре за књиге.

### Књиге
- Фромове дихотомије, Нолит, Београд 1983.[7]
- Представа о детету у српској култури, Српска књижевна задруга, Београд, 1991. и Југословенски центар за права детета, Београд 2000 (друго, допуњено издање)[8]
- Психоанализа - мали лексикон, Плато, Београд 1993. и 2000 (друго издање)[9]
- Шта Фројд заиста није рекао, Просвета, Београд 1994, Време књиге, Београд 2005, и Службени гласник (допуњено издање) 2016.[10]
- Политика и душа, Време књиге, Београд 1995.[11]
- Лексикон психоанализе, Матица српска, Нови Сад 1996, 1998, 2003, Нова књига, Подгорица 2005, Завод за уџбенике (допуњено издање), Београд 2012.[12]
- Најстрашније је када отрују облак: како деца Србије виде рат и мир (коаутор), Институт за психологију, Београд 1999.[13]
- Психосоцијалне последице рата на родитеље и децу (коаутор), Институт за психологију, Београд 1999.[14]
- Речник психологије, Стубови културе, Београд 2000, 2001, 2004, 2008.[15]
- Никола Тесла: личност, неуроза и послање, Завод за уџбенике, Београд 2006. и 2013.[16]
- Психологија (коаутор), Завод за уџбенике, Подгорица 2007. и 2016.[7]
- Речник Јунгових појмова и симбола, Хесперија еду, Београд 2008.[7]
- Мач, штит и мелем, Агора, Зрењанин 2009.[17]
- Фројдово завештање, Жарко Албуљ, Београд 2009.[18]
- Шта Јунг заиста није рекао, Службени гласник, Београд 2010. и 2012.[19]
- Психологија личности, Учитељски факултет, Београд 2010.[7]
- Појединац у групи (коаутор: Зоран Лаловић), Завод за уџбенике, Подгорица 2011.[7]
- Психологија за други разред гимназије, Завод за уџбенике, Београд 2011.[20]
- Лексикон психоанализе (допуњено издање), Завод за уџбенике, Београд 2012.[21]
- Невербална комуникација: Антрополошко-психолошки приступ (коаутор: Б. Жикић), Завод за уџбенике, Београд 2015.[22]

### Предговори
- Х. Клајн, Фројд, психоанализа и литература, Матица српска, Нови Сад 1993;[23] Психоанализа на размеђу векова, Гутенбергова галаксија, Београд 2000.[24]
- Б. Бетелхајм, В. Франкл, Убијење душе, Завод за уџбенике, Београд 2004.[5]
- С. Фројд, Антрополошки огледи, Просвета, Београд 2005. и 2011.[5]
- К. Г. Јунг, Архетипови и развој личности, Просвета, Београд 2006.[5]
- С. Фројд, Комплетан увод у психоанализу, Нова књига, Подгорица, 2005. и 2016.[5]
- А. Адлер, Познавање човека / Индивидуална психологија и религија, Просвета, Београд, 2007.[5]
- Е. Ериксон, Идентитет и животни циклус, Завод за уџбенике, Београд 2008.[25]
- С. Тројановић, Психофизичко изражавање српског народа поглавито без речи, Службени гласник, Београд 2008.[26]
- Ч. Дарвин, Изражавање емоција код човека и животиња, Досије, Београд 2009.[27]
- В. Франкл, Егзистенцијална психологија и психотерапија, ИП Жарко Албуљ, Београд 2009.
- Фројдов допринос савременој науци и култури (Зборник), Ж. Требјешанин (ур.), Завод за уџбенике и ФАСПЕР, Београд 2010.[28]
- Ана Фројд, Ја и механизми одбране, Академска књига, Нови Сад 2010.[29]
- М. Л.-фон Франц, Снови, Федон, Београд 2010.[30]
- Н. Рот, Знакови и значења, Завод за уџбенике, Београд 2010.[31]
- П. Екман, Разоткривене емоције, Завод за уџбенике, Београд 2011.[32]
- М. Селиџмен, Истинска срећа, Завод за уџбенике, Београд 2012.[33]
- К. Голомб, Стварање имагинарних светова, Завод за уџбенике, Београд 2012.[34]
- Д. Гивенс, Љубавни сигнали, Завод за уџбенике, Београд 2014.[35]
- Д. Бас, Еволуција жеље: стратегије човечијег парења, Завод за уџбенике, Београд 2014.[36]
- Кејганов мултидисциплинарни и критички приступ изучавању емоција, предговор у Џ. Кејган, Шта је емоција, Завод за уџбенике, Београд 2015, 9-24.
- Биолошко порекло, природа и улога љубави и мржње, предговор у И. Ајбл-Ајбесфелт, Љубав и мржња, Завод за уџбенике, Београд 2015, 9-31.
- П. Тухи, Љубомора, Clio, Београд 2015.[37]
- Б. Бетелхајм, Значење бајки, Нова књига плус, Београд 2015.[38]
- С. Фројд, Карактер и либидо, Завод за уџбенике, Београд 2016.[39]
- Е. Фром, Анатомија људске деструктивности, Нова књига плус, Београд 2016.[40]
- Д. Драисма, Ткач снова, Clio, Београд 2016.[41]
- Е. Фром, Човек за себе, Нова књига, Београд-Подгорица 2016.[3]
- Е. Фром, Бекство од слободе, Нова књига, Београд - Подгорица 2016.[42]

Миша Јевтић је објавио књигу разговора са Жарком Требјешанином под називом Психолошки видици Жарка Требјешанина, Плато, Београд 2003.
Оснивач је и уредник библиотеке „Психологија за радознале“ у Заводу за уџбенике (од 2001). У овој библиотеци до сада су изашла дела Зигмунда Фројда, Лава Виготског, Ериха Фрома, Бруна Бетелхајма, Дезмонда Мориса, Маршала Розенберга, Едварда Единџера и других.
Написао је сценарио и био водитељ у серији „У средишту душе“, посвећену личности и делу Зигмунда Фројда, која је у три наставка емитована на РТС у децембру 2006. године (поводом 150 година од рођења Фројда).
Објавио је више студија и огледа посвећених анализи књижевних дела са психолошког и психоаналитичког становишта. Писао је о романима Светлане Велмар-Јанковић, Драгана Великића, огледима Миодрага Павловића и теоријским студијама Николе Милошевића.
Написао је више студија, предговора о есеја посвећених нашим познатим сатиричарима и афористичарима као што су Александар Баљак, Слободан Симић, Илија Марковић, Раде Јовановић, Весна Денчић и други.